# Tilted Mill Entertainment
Tilted Mill Entertainment là một công ty phát triển trò chơi máy tính có trụ sở tại Framingham, Massachusetts. Công ty do cựu trưởng nhóm thiết kế của hãng Impressions Games kiêm tổng giám đốc Chris Beatrice, giám đốc kinh doanh Peter Haffenreffer và nhà thiết kế Jeff Fiske thành lập vào năm 2001.
Công ty có 20 nhân viên thiết kế, lập trình, đóng vai trò sáng tạo và hành chính. Cái tên Tilted Mill (cối xay nghiêng) là muốn nhắc đến Đôn Kihôtê. Tilted Mill phát triển phần thứ năm tiếp theo của dòng game SimCity mang tên SimCity Societies (tất cả các phiên bản trước đây đều do hãng Maxis phát triển). Tuy nhiên, trò chơi đã bị chỉ trích vì thiếu kiểu lối chơi mang tính truyền thống của SimCity.
Ngày 11 Tháng 7 năm 2008, Tilted Mill đã công bố việc tạo ra tựa game độc lập đầu tiên của họ mang tên Hinterland. Theo trang web của Tilted Mills cho biết thì "Trong Hinterland, bạn sẽ xây dựng và dẫn dắt một ngôi làng nhỏ, đưa dân chúng đến định cư chỉ đơn giản đấu tranh để tồn tại và phát triển thịnh vượng ở miền thôn quê đồng không mây quạnh của một thế giới giả tưởng thời Trung Cổ". Game được phát hành trên Steam vào ngày 30 tháng 9 năm 2008.

## Các game phát triển
- Immortal Cities: Children of the Nile (2004), một trò chơi xây dựng thành phố lấy bối cảnh thời Ai Cập cổ đại và được phát hành thông qua Myelin Media
  - Children of the Nile: Alexandria (2008), phiên bản mở rộng dành cho Children of the Nile.
- Caesar IV (2006), một trò chơi xây dựng thành phố lấy bối cảnh thời La Mã cổ đại và được phát hành thông qua Sierra Entertainment
- SimCity Societies (2007), một trò chơi xây dựng xã hội à một phần của thương hiệu Sim.
  - SimCity Societies: Destinations (2008), phiên bản mở rộng dành cho SimCity Societies.
- Hinterland (2008)
  - Hinterland: Orc Lords (2009)
- Mosby's Confederacy (2008)
- Nile Online (2009), một web game cùng phong cách như Children of the Nile.[2]